# Капраника Пренестина
Капраника Пренестина (итал. Capranica Prenestina) је насеље у Италији у округу Рим, региону Лацио.
Према процени из 2011. у насељу је живело 215 становника. Насеље се налази на надморској висини од 885 м.

## Становништво
| 1936. | 1951. | 1961. | 1971. | 1981. | 1991. | 2001. | 2011. |
| ----- | ----- | ----- | ----- | ----- | ----- | ----- | ----- |
| 1.266 | 1.118 | 810   | 464   | 336   | 307   | 334   | 330   |